# Sauromatès IV du Bosphore
Pour les articles homonymes, voir Sauromatès.

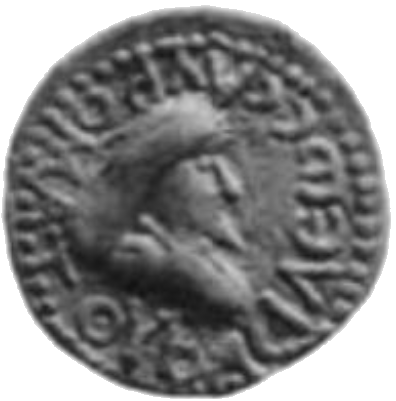
Pièce de Sauromatès IV.

Tiberius Julius Sauromatès (en grec moderne : Τιβέριος Ἰούλιος Σαυροματης), plus connu sous le nom de Sauromatès IV (en grec moderne : Σαυροματης Δ'), est un roi du Bosphore de la dynastie Tibérienne-Julienne régnant au IVe siècle.
Sa période de règne s'étend de 275 à 276, et peut-être aussi de 280 à 311.

## Biographie

### SauromatèsIV
Sauromatès IV, fils putatif de Rhescuporis IV, n'est connu que par une statère de cuivre de l'année 572 de l'ère du Pont, soit 275-276 ap. J.-C., émise au nom de « ΒΑΣΙΛΕΩΣ ΣΑΥΡΟΜΑΤΟΥ » avec à l'avers la tête diadémée de Sauromatès à droite et devant un trident et au revers l'effigie de l'empereur Tacite ou Probus.

### Sauromatès, fils de Kriskoronos
Selon Constantin Porphyrogénète, à l'époque où Dioclétien était empereur à Rome et Themistos, fils de Themistos le « Sarmate », était « stéphanophoros » et « protevon » de la cité grecque autonome de Chersonèse, « Sauromatès le Bosporien, fils de Kriskoronos », à la tête de Sarmates qui vivent près de la mer d'Azov, dévaste le pays des Lazes puis le Pont. Dioclétien envoie pour le combattre le futur césar Constance Chlore qui arrête sa progression sur le fleuve Halys et l'empêche d'avancer plus loin en Asie Mineure. En même temps, Constance Chore obtient de Chrestos, fils de Papias, nouveau protevon de Chersonèse, qu'il effectue une manœuvre de diversion en attaquant Panticapée, la capitale du Bosphore. Les Chersonites assiègent et prennent la ville et s'emparent de la famille du roi qu'ils livrent à Constance ; ce dernier ne les libère que lorsque les Bosphoriens consentent à conclure la paix avec Rome. Les Chersonites obtiennent en contrepartie de leur intervention une exemption d'impôts. Dans son étude, Benjamin Nadel place ces événements entre 290 et 292 sous le règne du roi Thothorsès.
Dans ce contexte, l'hypothèse a été avancée, si l'on accepte d'identifier le nom attribué à son père « Kriskoronos » avec une altération de celui de « Rhescuporis (IV) », que ce Sauromatès serait le même que Sauromatès IV, frère (?) et concurrent de Thothorsès, qui, après avoir été écarté du trône, aurait tenté dans cette aventure de retrouver son autorité entre 280 et 311.

### Postérité
Constantin Porphyrogénète évoque ensuite sous le règne de Constantin Ier, à l'époque où Bycus, fils de Supolicus, était devenu protevon et stéphanophoros de Chersonèse, l'histoire d'un autre Sauromatès V, petit-fils du Sauromatès, fils de Kriskoronos, qui déclare la guerre aux Chersonites pour venger les injures que son grand-père avait reçues dans la Lazique.

## Famille

### Mariage et enfants
De son union avec une femme inconnue, il eut probablement :
- Rhescuporis V.